# Fores
Fores är en grön och liberal tankesmedja som arbetar med frågor om tillväxt, trygghet, tillit och klimat. Tidigare var verksamheten fördelad på fyra program: migration och integration, entreprenörskap, ekonomiska reformer samt det digitala samhället.
Fores bildades 2007 av Bertil Ohlininstitutet, Centerpartiet och Studieförbundet Vuxenskolan, men verksamheten är partipolitiskt obunden. Namnet är en förkortning för ”Forum for Reforms, Entrepreneurship and Sustainability”, på svenska ”Forum för reformer och entreprenörskap”. Fores är också det latinska ordet för dörrar.
Tankesmedjans VD har varit Ulrica Schenström, tidigare statssekreterare åt statsminister Fredrik Reinfeldt. Åren 2012–2019 leddes Fores av Mattias Goldmann, senare hållbarhetschef på Sweco. Fores har ett drygt tiotal anställda. Styrelsens ordförande är Catharina Håkansson Boman, hon har tidigare varit politisk chefredaktör, statssekreterare, och ordförande i Folkbildningsrådet. Utöver styrelsen finns ett vetenskapligt råd som leds av Lars Calmfors, professor emeritus i internationell ekonomi vid Stockholms universitet. Sedan år 2021 är Åsa-Britt Karlsson tillkommit som klimatpolitisk rådgivare, och sedan år 2022 är Patrik Oksanen säkerhetspolitisk rådgivare.  
Fores arbetar främst genom att ta fram forskningsrapporter och policypapper, arrangera seminarier och rundabordssamtal, publicera böcker och delta i den mediala och politiska debatten.  
Fores har (2014) ett femtiotal finansiärer, såväl organisationer som myndigheter och företag, men tillåter inte enskilda medlemmar. 
År 2014 fanns också underavdelningen Fores Väst, med huvudverksamhet i och kring Göteborg. År 2017 invigdes även Fores Nord i Umeå och Fores Syd i Malmö. Dessa underavdelningar lades dock ned år 2020 av Fores nytillträdda VD Ulrica Schenström. 

## Verksamhet
Fores arbetar i huvudsak med fyra områden: tillväxt, trygghet, tillit och klimat. Utöver dem uppdaterar Fores regelbundet hemsidan Migrationsinfo.se, där Alex Nilsson är redaktör. Tankesmedjan arrangerar också en utbildning i politiskt hantverk, Foresakademin. Tidigare program på Fores innefattade migration och integration, klimat och miljö, ekonomiska reformer och entreprenörskap samt det Digitala samhället.
2025 beslutade Centerpartiet att halvera sitt stöd till tankesmedjan från 10 till 5 miljoner kronor per år. Den ekonomiska situationen fick styrelsen att besluta om att säga upp personalen och tankesmedjans lokaler på Sveavägen i Stockholm. Samtidigt meddelade styrelsen att Fores verksamhet skulle fortsätta. I samband med detta lämnade VD Ulrica Schenström sin post. Även professor Lars Weinehall lämnade enligt tidigare plan, Fores styrelse efter 12 år som ordförande. Catharina Håkansson Boman valdes till ny styrelseordförande.

### Tillväxt
Gruppen leds av John Hassler, professor i nationalekonomi vid Stockholms universitet. Anna Willman är Fores klimatpolitiska expert och samordningsansvarig för tillväxtfrågorna. 

### Trygghet
Gruppen leds av Eva Uddén Sonnegård, ekonomiedoktor och arbetsmarknadsforskare på Ratio. Tove Hovemyr är samordningsansvarig för trygghetsfrågorna. "Är föräldraförsäkringen jämställd och jämlik?" av Ann-Zofie Duvander är en av flera skrifter som gruppen har publicerat. 

### Tillit
Gruppen leds av Mariell Juhlin, nationalekonom och VD för Policy Impact. Markus Barnevik Olsson är samordningsansvarig för tillitsfrågorna. Fokusområden är social tillit, tillit till media samt tillit till offentliga institutioner. "Tilliten till det svenska samhällskontraktet" av historieprofessorn Lars Trägårdh är en av flera skrifter som gruppen har publicerat.

### Klimat och Miljö
På klimat- och miljöområdet arbetar Fores i stor utsträckning med miljöekonomi och ekonomiska faktorer för att påverka miljö och klimat. Ett profilämne är utsläppsrätter, men flera andra klimatområden har också behandlats. Fores klimatarbete leds av Åsa-Britt Karlsson, tidigare statssekreterare för miljöminister Andreas Carlgren, samt tidigare generaldirektör för Statens geotekniska institut (SGI). Programmet har gett ut böcker med bland andra Mattias Svensson.
Under Mattias Goldmann som VD har Fores startat 2030-sekretariatet som samlar företag som vill uppnå målet om en fossilbränsleoberoende fordonsflotta till år 2030.

### Foresakademin
Rektorer för den borgerliga spetsutbildningen är Gustaf Reinfeldt, Naod Habtemichael och Alex Nilsson. Utbildningen hålls en gång per år och har tidigare haft föreläsare som Fredrik Reinfeldt, Cecilia Skingsley, Johan Norberg, Lena Andersson och Patrik Oksanen. Ett tjugotal ungdomar går utbildningen varje år, i synnerhet partipolitiskt aktiva i ungdoms- och studentförbund.

## Fotnoter
1. ↑  ”"Medstiftare"”. Arkiverad från originalet den 3 februari 2014. https://web.archive.org/web/20140203210226/http://fores.se/medstiftare/. Läst 23 augusti 2012.
2. 1 2 3 4 5  ”Ulrica Schenström lämnar Fores - Altinget”. www.altinget.se. 27 mars 2025. https://www.altinget.se/artikel/ulrica-schenstrom-lamnar-fores. Läst 11 juni 2025.
3. 1 2 3 4  David Redebo (18 februari 2025). ”Fores tillsätter ny ordförande”. Fores. https://fores.se/fores-tillsatter-ny-ordforande/. Läst 11 juni 2025.
4. ↑  "Vetenskapliga råd" Arkiverad 19 juni 2017 hämtat från the Wayback Machine. Hämtat 2017-06-21
5. ↑  ”Migrationsinfo för alla: sjätte utgåvan”. Fores. https://fores.se/publikation/migrationsinfo-for-alla-sjatte-utgavan/. Läst 15 december 2022.
6. ↑  ”Foresakademin”. Fores. https://fores.se/foresakademin/. Läst 15 december 2022.
7. ↑  Fores webbplats
8. ↑  Anette Holmqvist (31 januari 2025). ”Tankesmedjan Fores läggs ner – efter C-beslut”. www.expressen.se. https://www.expressen.se/nyheter/sverige/c-drar-in-stodet-till-tankesmedja-nu-laggs-fores-ned/. Läst 11 juni 2025.
9. ↑  "Lars Weinehall Arkiverad 5 september 2012 hämtat från the Wayback Machine."
10. ↑  ”Tilliten till det svenska samhällskontraktet”. Fores. https://fores.se/publikation/tilliten-till-det-svenska-samhallskontraktet/. Läst 15 december 2022.
11. ↑  DN debatt, 30 augusti 2010. http://www.dn.se/debatt/bortglomda-klimatmiljarder-kan-framja-ny-miljoteknik/
12. ↑  2030-sekretariatets webbplats